# نیو بلین، آرکانزاس
نیو بلین (به انگلیسی: New Blaine) یک منطقهٔ مسکونی در ایالات متحده آمریکا است که در شهرستان لوگان، آرکانزاس واقع شده‌است. نیو بلین ۵٫۰۶ کیلومتر مربع مساحت و ۱٬۱۷۶ نفر جمعیت دارد و ۱۰۶٫۰۷ متر بالاتر از سطح دریا واقع شده‌است.